# Danaił Nikołaew
Danaił Conew Nikołaew (bułg. Данаил Цонев Николаев, ur. 30 grudnia 1852 w Bołgradzie, zm. 29 sierpnia 1942 w Bankji) – bułgarski wojskowy i polityk, generał piechoty, dwukrotny minister wojny Carstwa Bułgarii (1886–1887, 1908–1911), nazywany patriarchą armii bułgarskiej.

## Życiorys
Syn Nikoły i Darii. Po ukończeniu gimnazjum bułgarskiego w Bołgradzie w 1871 wstąpił do armii rosyjskiej i służył w Mińsku. W 1875 ukończył szkołę wojskową dla oficerów piechoty w Odessie, a następnie służył w Kiszyniowie. W 1876 złożył podanie o zwolnienie ze służby wojskowej. Urlopowany, przedostał się na Bałkany i wziął udział w wojnie serbsko-tureckiej. 6 października 1876 wziął udział w bitwie pod Gamzigradem. Podczas wojny rosyjsko-tureckiej (1877–1878) dowodził kompanią ochotników bułgarskich. Uczestniczył w bitwach o Szipkę i pod Szejnowem. W bitwie o Szipkę został ranny. W lipcu 1876 awansowany na stopień podporucznika armii rosyjskiej, a rok później na stopień porucznika.
W 1880 objął stanowisko dowódcy 1 kompanii płowdiwskiej, a wkrótce potem objął dowództwo nad milicją Rumelii Wschodniej. W 1883 awansowany na stopień majora. Odegrał kluczową rolę w czasie zjednoczenia Księstwa Bułgarii z Rumelią Wschodnią doprowadzając do usunięcia generalnego gubernatora Rumelii. 11 września 1885 awansowany na stopień podpułkownika. W czasie wojny serbsko-bułgarskiej należał do nielicznej grupy starszych oficerów, którzy pozostali w Bułgarii. Początkowo dowodził Korpusem Wschodnim, a po bitwie pod Sliwnicą objął dowództwo Korpusu Zachodniego, który przeprowadził ofensywę w kierunku Pirotu. Odznaczony Orderem Waleczności wojnę zakończył w stopniu pułkownika.
Pod detronizacji księcia Aleksandra I Battenberga, Nikołaew objął tekę ministra wojny w gabinecie Wasiła Radosławowa. W 1887 brał udział w tłumieniu buntu oficerów prorosyjskich. Na jego rozkaz jednostki wojskowe, które brały udział w buncie zostały rozwiązane, a ich sztandary spalone. Po wyborze Ferdynanda I na księcia Bułgarii, Nikołaew podał się do dymisji jako minister wojny i został doradcą księcia d.s. wojskowych. W 1891 awansowany na pierwszy stopień generalski. W latach 1893–1897 w rezerwie, zaangażował się w działalność polityczną na rzecz Macedonii. W 1897 powrócił do armii i objął stanowisko adiutanta generalnego Ferdynanda I.
16 stycznia 1908 ponownie stanął na czele resortu wojny w gabinecie Petyra Gudewa i zajął się przygotowaniami armii bułgarskiej do nadchodzącej wojny z Turcją. 22 września 1908 był jednym z sygnatariuszy manifestu o niepodległości Bułgarii. W 1909 jako pierwszy oficer armii bułgarskiej został awansowany na stopień generała piechoty. W czasie wojen bałkańskich był komendantem garnizonu w Jambole.
Był żonaty (żona Radka), miał syna Nikołę (podpułkownika armii bułgarskiej, ofiary zamachu w Cerkwi Świętej Niedzieli). Imieniem generała Danaiła Nikołaewa nazwano bulwar w Sofii i jedną z ulic w Płowdiwie.

## Awanse
- podporucznik (Подпоручик) (1876)
- porucznik  (Поручик) (1877)
- sztabskapitan  (штабс-капитан) (1880)
- major  (Майор) (1883)
- podpułkownik  (Подполковник) (1885)
- pułkownik  (Полковник) (1885)
- generał major  (Генерал-майор) (1891)
- generał porucznik (Генерал-лейтенант) (1900)
- generał piechoty (Генерал от пехотата) (1909)

## Odznaczenia
- Order Waleczności 1. i 2. st. II klasy
- Order Świętego Aleksandra z brylantami i I stopnia
- Order Świętych Cyryla i Metodego
- Order Świętej Anny III stopnia z mieczami
- Order Świętego Jerzego (Imperium Rosyjskie)
- Order Orła Białego (Serbia)
- Medal Waleczności (Serbia)
- Order Daniły I (Czarnogóra)
- Order Gwiazdy Rumunii z mieczami
- Order Medżydów 1 st. z brylantami
- Order Osmana 1 st.